# Max von Scheubner-Richter
Ludvig Maximilian Erwin von Scheubner-Richter (21. ledna 1884, Riga, Ruské impérium – 9. listopadu 1923, Mnichov, Německo) byl německý diplomat spojený s ranými léty NSDAP. Při Pivnicovém puči přišel o život.

## Život

### Mládí
V letech 1904–1906 studoval chemii na polytechnice v Rize, kde studovali převážně Baltští Němci. Po revoluci roku 1905 odešel do Německa.

### Válka
Během první světové války sloužil Scheubner-Richter v Turecku jako německý vicekonzul. Během své mise zdokumentoval Scheubner-Richter turecké masakry arménského obyvatelstva. Své počínání držel v tajnosti.

### Poválečné působení a smrt
Po válce byl zapojen do ruské kontrarevoluce. V roce 1918 se Scheubner-Richter seznámil s jiným Baltským Němcem Alfredem Rosenbergem, se kterým později založil NSDAP.[zdroj?] Byl nejvýznamnější osobou pro získávání prostředků pro stranu.
Přátelil se s generálem Erichem Ludendorffem a bílým generálem Vasilijem Biskupským. Sám byl bohatým mužem, a jeho finance dokázaly posílit stranu.
Na začátku listopadu 1923 organizoval Scheubner-Richter spolu s Hitlerem a Ludendorffem Pivní puč. Dne 9. listopadu kráčel Scheubner-Richter po boku Hitlera a Ludendorffa v centru Mnichova v čele pochodu. Náhle se objevili policisté a vypálili několik ran. Scheubner-Richter byl postřelen do plic a okamžitě zemřel. Hitler ležel vedle něho s vykloubeným ramenem a střílel. Poté uprchl, přesto však byl postaven před soud a odsouzen na pět let v Landsbergu.
Ze všech raných stranických členů, kteří zemřeli při puči, byla podle Hitlera smrt Scheubner-Richtera "nenahraditelnou ztrátou". První část Hitlerovy knihy Mein Kampf je věnována Scheubner-Richterovi a dalším patnácti mužům, kteří zahynuli během Pivnicového puče.